# Johannes Duraeus
Johannes Duraeus, även känd som John Dury, född 1596, död 1680, var en skotsk teolog.
Duraeus var först presbyterian och predikant vid en engelsk församling i Elbing (då under svensk överhöghet), sedan prästvigd i engelska episkopalkyrkan, och blev slutligen independent. Duraeus arbetade outtröttligt för union mellan de protestantiska kyrkorna. Under 30-åriga kriget uppvaktade han i Tyskland Gustav II Adolf och Axel Oxenstierna. 1636-38 uppehöll han sig i Sverige, där han kunde påräkna stöd för sina toleranstankar, bland annat hos drottning Kristinas lärare Johannes Matthiæ Gothus. De ledande ortodoxa teologerna nekade dock gemenskap på annan grund än Konkordieboken, och på prästeståndets begäran blev Duraeus utvisad. Duraeus strävanden hade föga framgång, vilket delvis berodde på hans bristande insikt i kyrkosamfundens egenart.